# Romainmôtier-Envy
Romainmôtier-Envy é uma comuna da Suíça, situada no distrito de Jura-Nord Vaudois, no cantão de Vaud. Tem 6,97 km² de área e sua população em 2018 foi estimada em 539 habitantes.